# Kongsberg Våpenfabrikk

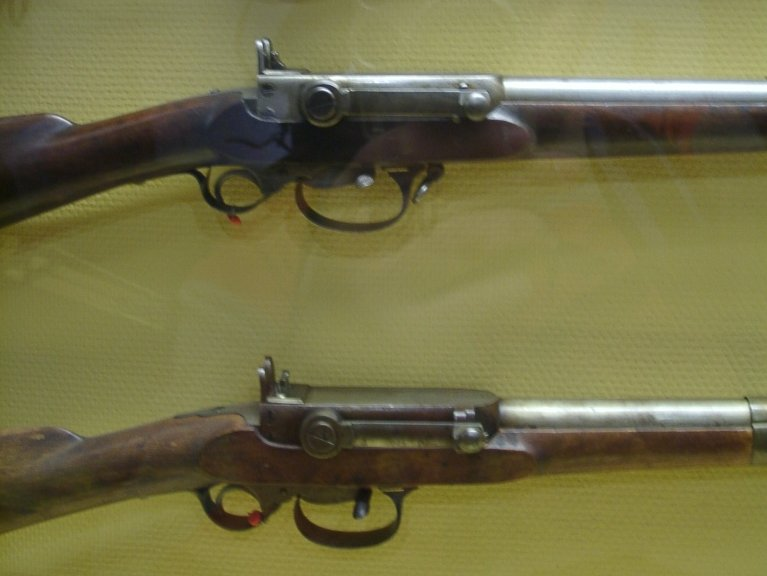
Kammerladergewehr von Kongsberg

Kongsberg Våpenfabrikk (Waffenfabrik Kongsberg) war ein ehemaliges staatliches Unternehmen in Norwegen, das 1814 gegründet wurde. Unter anderem stellte die Firma das Kammerlader-Gewehr, das Krag-Jørgensen-Gewehr und das Krag-Petersson-Gewehr her. Nachdem das Unternehmen gegen die CoCom-Richtlinien verstoßen hatte, wurde es 1987 aufgelöst. Der Verteidigungsbereich wurde von der Norsk Forsvarsteknologi übernommen, die sich später in Kongsberggruppe umbenannte.